# فيتالي شفار

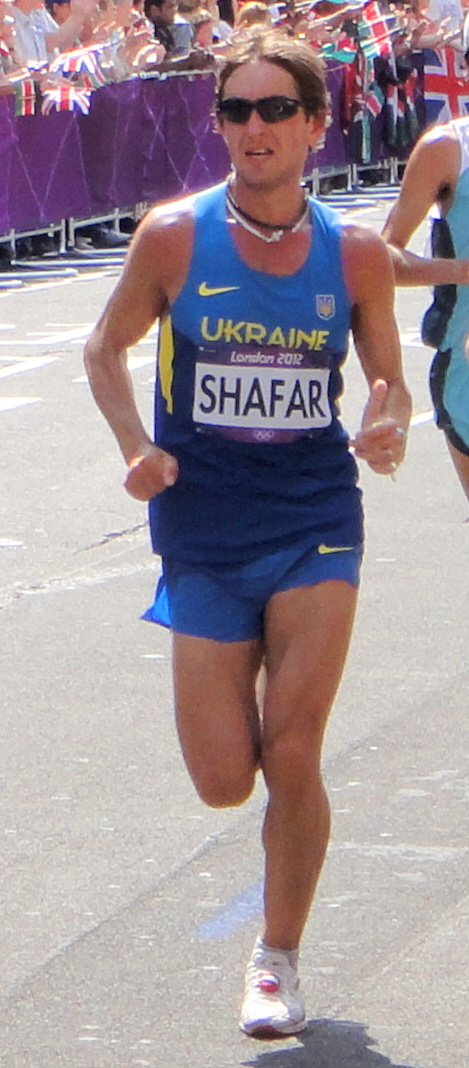
شفار في دورة الألعاب الأولمبية الصيفية ماراثون لندن عام 2012

فيتالي شفار (بالأوكرانية: Шафар Віталій Петрович)‏ (من مواليد 27 يناير 1982 من لوتسك) عداء أوكراني في المسافات الطويلة.  حصل على المركز ال29 في دورة الألعاب الاولمبية الصيفية عام 2012 لماراثون الرجال، وحصل على المركز الرابع في ماراثون بوسطن 2014 و على المركز العاشر في ماراثون بوسطن عام 2015.
أفضل وقت شخصية له 02:09:53 في ماراثون تورونتو للقوة البحرية عام 2014.